# Milieu Christensen au citrate
Le citrate de Christensen est un type de milieu de culture servant à la culture bactérienne. Il se présente sous forme liquide et est utilisé tel quel.

## Composition
- extrait de levure	(0,5 g)
- monochlorhydrate de cystéine (0,1 g)
- glucose (0,2 g)
- citrate de sodium (3,0 g)
- dihydrogénophosphate de potassium (1,0 g)
- chlorure de sodium	(5,0 g)
- rouge de phénol (0,012 g)

## Lecture
Les bactéries utilisant le citrate virent au rose-rouge, celles n'étant pas capables de l'utiliser et se satisfaisant du glucose virent au jaune.